# Tetrastichus taibaishanensis
Tetrastichus taibaishanensis är en stekelart som beskrevs av Yang 1996. Tetrastichus taibaishanensis ingår i släktet Tetrastichus och familjen finglanssteklar. Inga underarter finns listade i Catalogue of Life.